# Иньигес, Исмаэль
Исмаэль Иньигес Гонсалес (исп. Ismael Íñiguez González; 23 июля 1981, Окотлан, Мексика) — мексиканский футболист, полузащитник. Участник Олимпийских игр в Афинах.

## Клубная карьера
Иньигес — воспитанник клуба «Монаркас Морелия». 21 июля 2001 года в матче против УАНЛ Тигрес он дебютировал в мексиканской Примере. 27 марта 2002 года в поединке против «Некаксы» Исмаэль забил свой первый гол за «персиков». В том же году он помог клубу выйти в финал Кубка чемпионов КОНКАКАФ.
В 2003 году Иньеигес перешёл в УНАМ Пумас. Исмаэль быстро стал основным футболистом команды в и 2004 году помог новой команде выиграть первенство Клаусуры и Апертуры. В 2009 году он в третий раз стал чемпионом Мексики, а в 2005 году финалистом Южноамериканского кубка.
В 2010 году Имсаэль на правах аренды перешёл в «Некаксу». 31 июля в матче против УАНЛ Тигрес он дебютировал за новую команду. 20 февраля в поединке против «Толуки» Иньигес забил свой первый гол за новый клуб. Сразу после возвращения в стан «пум» Исмаэль вновь был отдан в аренду. Его новым клубом стала «Тихуана». 31 июля в матче против «Монтеррея» он дебютировал за команду. По окончании сезона Исмаэль на правах свободного агента перешёл в Лобос БУАП. 5 октября в матче против «Леонес Негрос» он дебютировал в Лиге Ассенсо. 18 января 2013 года в поединке против «Дорадос де Синалоа» Иньигес забил свой первый гол за БУАП.
Летом того же года Исмаэль перешёл в «Коррекаминос». 3 августа в матче против «Дорадос де Синалоа» он дебютировал за новую команду. В этом же поединке он забил свой первый гол.

## Международная карьера
В 2004 году в составе сборной Мексики Иньигес принял участие в Олимпийских играх в Афинах. На турнире он принял участие в матчах против команд Мали, Южной Кореи и Греции.

## Достижения
Командные
 УНАМ Пумас
- Чемпионат Мексики по футболу — Клаусура 2004
- Чемпионат Мексики по футболу — Аепртура 2004
- Чемпионат Мексики по футболу — Клаусура 2009